# Итан Кацберг
Итан Кацберг (енгл. Ethan Katzberg; Нанајмо, 5. април 2002) канадски је атлетичар, који је у бацању кладива освојио злато у Паризу на Олимпијским играма 2024. и у Будимпешти на Светском првенству 2023. године. Он је такође Панамерички шампион 2023. и освајач сребрне медаље на Играма Комонвелта 2022.

## Каријера
Кацберг је почео да баца кладиво са 14 година. У почетку је тренирао у атлетском клубу Нанајмо. Након средње школе преселио се у Камлупс да би га тренирао Дилан Армстронг, бивши освајач олимпијске медаље у бацању кугле.
Кацберг је у Будимпешти на Светском првенству 2023. у финалу бацио 81,25 м и освојио златну медаљу.
Кацберг је 20. априла 2024. бацио 84,38 м на у Најробију, Кенија. Овај хитац је нови рекорд Северне Америке и најдужи хитац кладива од 2008. године, што га је померило на девето место на листи најдужих хитаца свих времена. 
Кацберг је у свом прво хицу у финалу Олимпијских игара у Паризу пребацио 84,12 метара. Освојио је златну медаљу са 4,15 метара разлике у односу на другопласираног мађарског кладиваша Бенцеа Халаша. На затварању Олимпијских игара, Кацберг је проглашен за носиоца заставе Канаде, заједно са пливачицом Самер Мекинтош.

## Међународна такмичења
| Представљајући Канаду | Представљајући Канаду        | Представљајући Канаду | Представљајући Канаду | Представљајући Канаду |
| Година                | Такмичење                    | Место                 | Пласман               | Резултат              |
| --------------------- | ---------------------------- | --------------------- | --------------------- | --------------------- |
| 2021                  | Светско првенство за јуниоре | Најроби, Кенија       | –                     | Без пласмана          |
| 2022                  | Игре Комонвелта              | Бирмингем, Енглеска   | 2.                    | 76.36 м               |
| 2023                  | Светско првенство            | Будимпешта, Мађарска  | 1.                    | 81.25 м               |
| 2023                  | Панамеричке игре             | Сантјаго, Чиле        | 1.                    | 80.96 м               |
| 2024                  | Олимпијске игре              | Париз, Француска      | 1.                    | 84.12 м               |